# Chorebus cultratus
Chorebus cultratus är en stekelart som först beskrevs av Vladimir Ivanovich Tobias 1962.  Chorebus cultratus ingår i släktet Chorebus och familjen bracksteklar. Inga underarter finns listade i Catalogue of Life.